# Castelo de Moeche

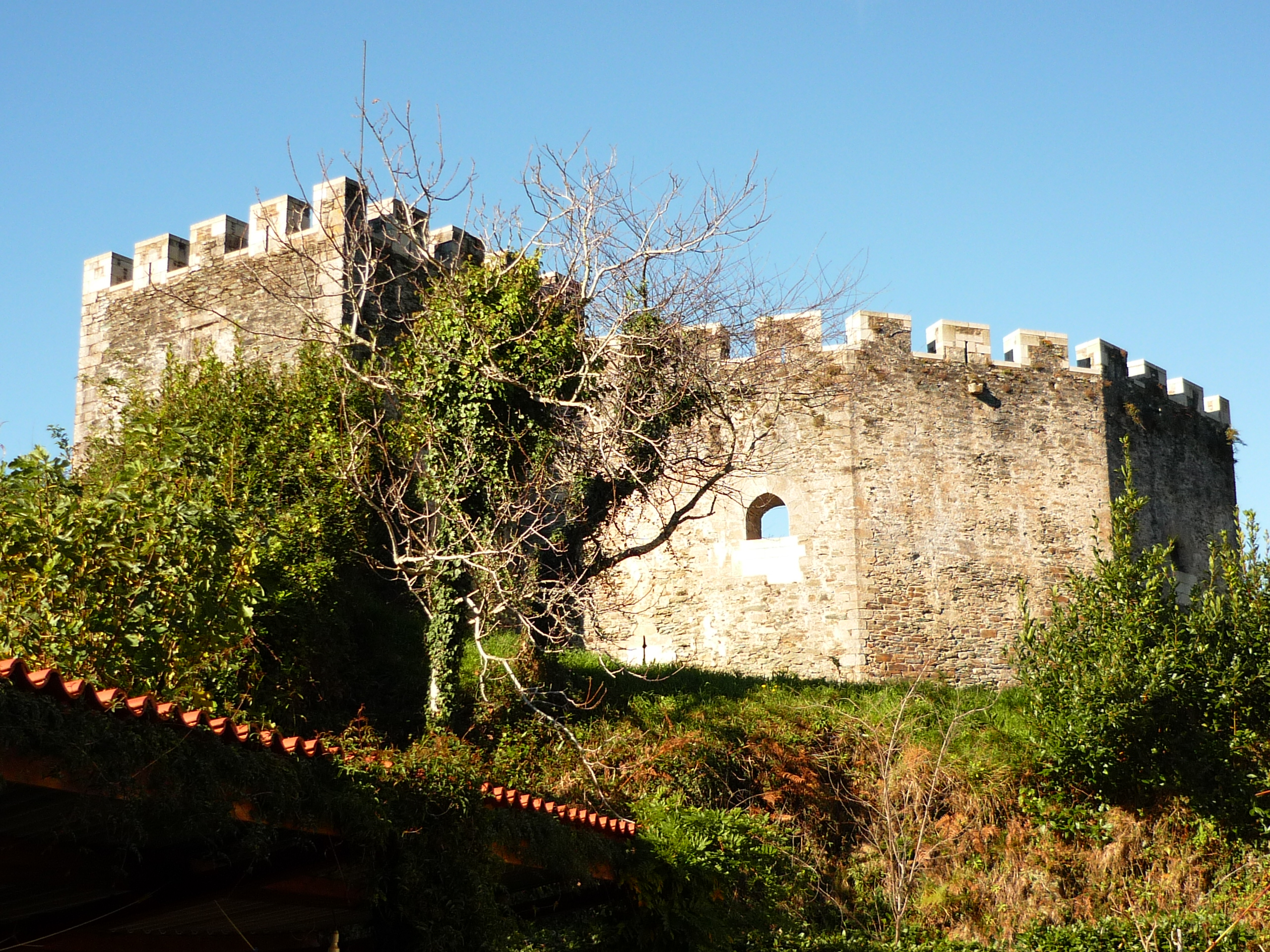
Castelo de Moeche, Espanha.

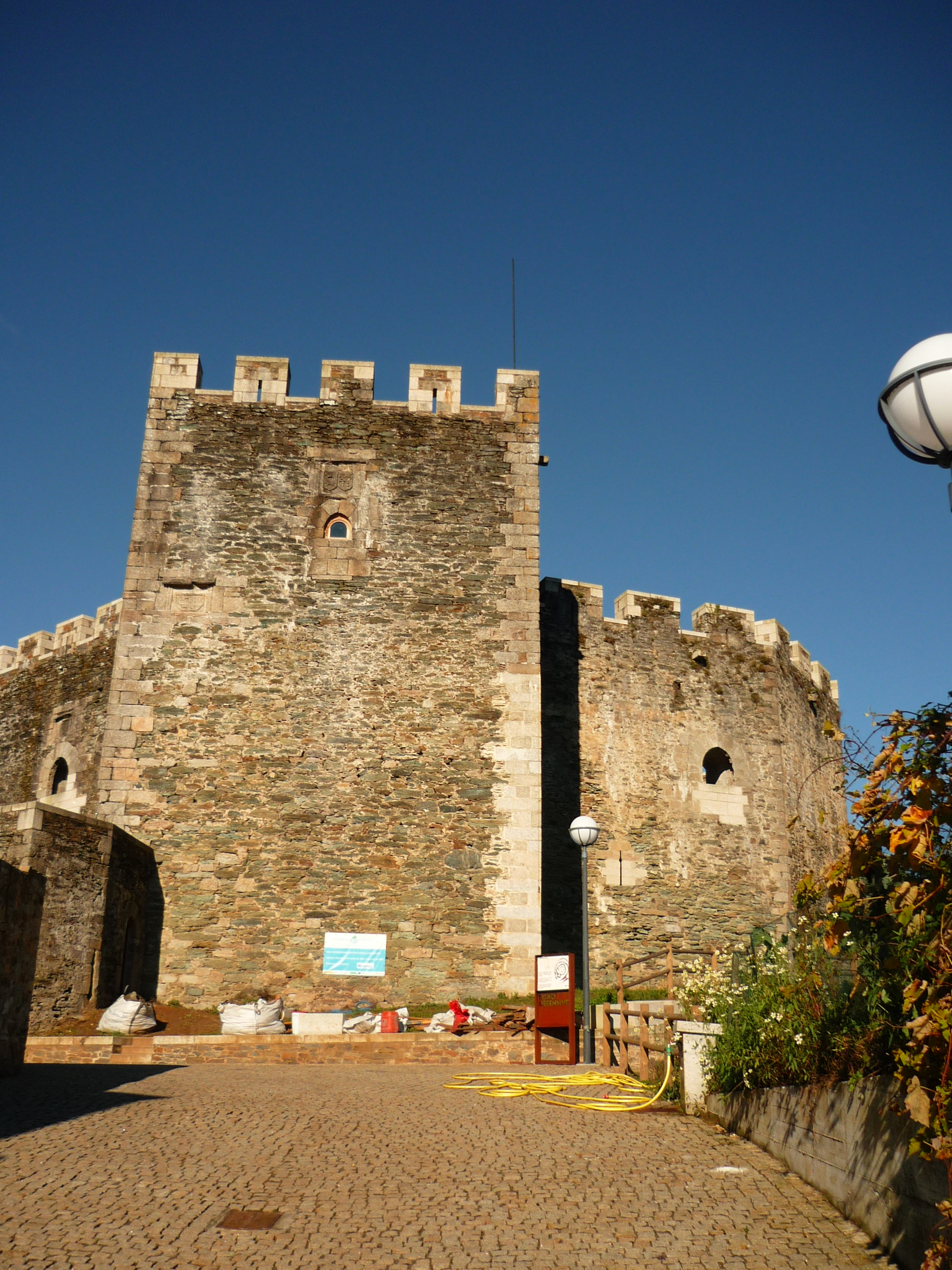
Castelo de Moeche, Espanha. Torre de Menagem

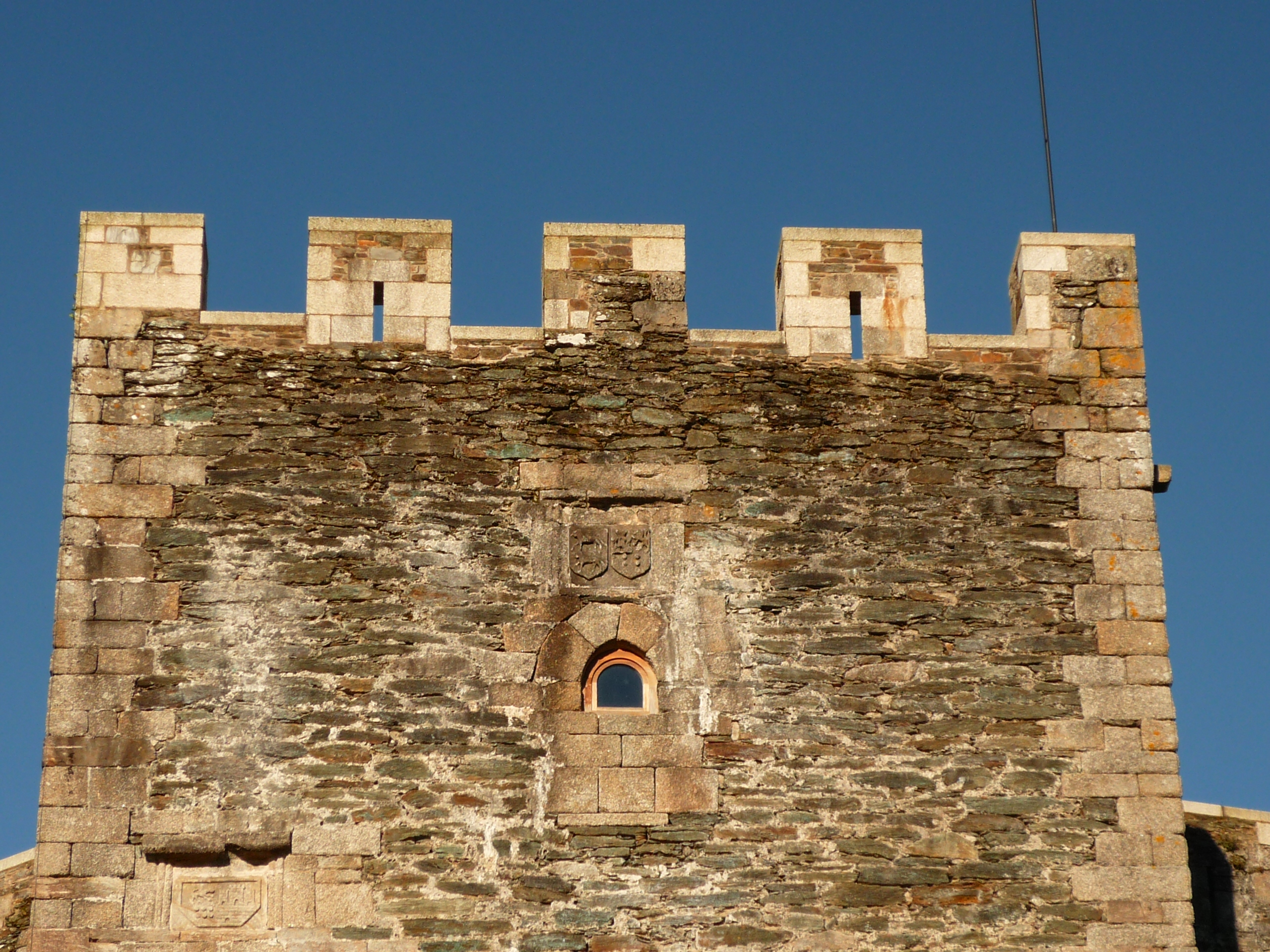
Castelo de Moeche, Espanha. Torre de Menagem, detalhe

O Castelo de Moeche localiza-se no município de Moeche, na província de Corunha, comunidade autónoma da Galiza, na Espanha.

## História
Trata-se de um castelo erguido no século XIV, nos domínios da família nobre dos Andrade.
Após a batalha de Montiel este castelo foi o cenário de uma nova batalha, a última, entre Henrique II de Castela, auxiliado pelo francês Bertrand Du Guesclin e por Fernán Pérez de Andrade, e Pedro I de Castela, em que este último perdeu a vida, assassinado numa entrevista (23 de Março de 1369).
Aqui aconteceu a primeira revolta Irmandinha, como resposta aos abusos cometidos pelo seu senhor, Nuno Freire de Andrade. Sob a liderança de Roi Xordo a Irmandade Fusquenlla, surgida em Pontedeume e Betanzos, dirigiu-se ao castelo para matar o seu senhor. Tendo as suas terras sido queimadas, foi perseguido até Santiago de Compostela onde recebeu protecção do Arcebispo. As forças deste enfrentaram as dos Irmandinhos na batalha do Eume, com a vitória do primeiro, e onde, de acordo com algumas fontes, Roi Xordo perdeu a vida, encerrando-se a primeira revolta.
Durante a grande revolta irmandinha, o castelo foi destruído, por volta de 1467.
Desde 1980 o episódio é celebrado anualmente na terceira semana de Agosto, no chamado "Festival Irmandiño", com sardinhadas, música e dança típicas, e cujo ponto alto é a representação do assalto ao castelo, à noite, com os actores que representam portando tochas acesas, seguidos pelo público participante.
Actualmente vem sofrendo intervenção de restauro, visando requalificá-lo como espaço cultural.

## Características
O conjunto apresenta planta octogonal com os muros delimitando a praça de armas, misturando elementos defensivos e de paço senhorial. É dominado pela torre de menagem de planta quadrada, que se eleva a 18 metros de altura, dividida internamente em três pavimentos de madeira. As suas paredes apresentam 4 metros de espessura, sendo rasgadas por seteiras. Acredita-se que o pavimento inferior tenha tido a função de depósito, o intermediário de prisão e o superior de refúgio dos senhores, uma vez que dava passagem para o pátio. No seu exterior encontram-se inscritos os brasões de armas dos Osorio, dos Enríquez e dos Valcárcel. No vértice Norte do castelo ergue-se um torreão circular com escada em caracol, que, a partir do pátio de armas, permitia o acesso ao adarve.
Externamente é rodeado por um fosso pouco profundo.